# 長翅紅娘魚
長翅紅娘魚，為輻鰭魚綱鮋形目牛尾魚亞目角魚科的其中一種，分布於印度洋的安達曼群島海域，棲息深度可達33公尺，為底棲性魚類，屬肉食性。

## 擴展閱讀
維基物種上的相關：長翅紅娘魚